# 弘法寺 (和泉市)
弘法寺（こうほうじ）は、大阪府和泉市万町にある高野山真言宗の寺院。山号を石尾山といい、古くから「石尾のお大師さん」として親しまれている。本尊は大日如来、脇仏は地蔵菩薩と弘法大師。脇仏の地蔵菩薩は福徳地蔵と呼ばれる色付きの立像。
本堂の裏の、おがみ山には白衣観音があり、そこに至る参道には四国八十八箇所霊場を模した石仏群がある。

## 歴史
大同年間（806年〜810年）に空海が槇尾山に登頂の際、座禅観法修行の道場として開創され、弘仁年間（810年〜824年）に地元豪族の伏屋長者の寄進によって一宇が建立されたという。

## 所在地
- 大阪府和泉市万町1022